# Sebastian Roché
Sebastian Roché (París; 4 de agosto de 1964) es un actor francés de orígenes escoceses e irlandeses. Conocido principalmente por su papel en The Vampire Diaries y The Originals como Mikael MIkaelson

## Biografía
Habla cuatro idiomas; inglés, francés, italiano y español. En algunos trabajos ha aparecido hablando en otros idiomas, como en General Hospital, donde hablaba ruso, español y francés; y en el episodio piloto de Odyssey 5, en el que hablaba francés. Cuando era adolescente vivió seis años en un barco con su familia. Partieron de Francia y viajaron por el Mediterráneo, África, Sudamérica, y el Caribe.
Se graduó en el prestigioso Conservatoire National Superieur d'Art Dramatique de París.
Estuvo casado con la actriz Vera Farmiga desde 1997 hasta 2005. En la actualidad reside en Los Ángeles.

## Carrera
Después de su graduación en el Conservatorio en 1989, Sebastian empezó trabajando en Francia en teatro, películas y televisión con actores como Michel Serrault, Isabelle Huppert y Beatrice Dalle. En 1992 se mudó a los Estados Unidos, donde trabaja desde entonces.
Entre sus papeles se encuentran obras teatrales junto a actores como Al Pacino, Julie Taymor y Mark Lamos entre otros.
Sus apariciones en televisión y cine incluyen Law & Order, New York Undercover, Sex and the City, Merlin, The Crossing, The Hunley, Baby, Haven, Big Apple, Touching Evil, Charmed, Alias, Legend of Earthsea, CSI, The Unit, Odyssey 5, Never Get Outta the Boat, We Fight to be Free, y General Hospital. Ha aparecido en What We Do Is Secret, con Shane West, New York City Serenade, con Freddie Prinze Jr y LL, y en Beowulf, con Anthony Hopkins, John Malkovich y Angelina Jolie.
En 1997 encarnó a Longinus en la serie Roar protagonizada por Heath Ledger, hasta su cancelación ese mismo año. En 2002 consiguió el papel de Kurt Mendel en la serie de ciencia ficción Odissey 5. Permaneció en la serie hasta su cancelación en 2004.
También apareció en General Hospital como el terrorista y criminal Jerry Jacks, aunque cuando el personaje reapareció lo hizo bajo el hombre de James Craig. En abril de 2007 se anunció que Roché había firmado un contrato con General Hospital que mantenía su personaje para un posible futuro. Su primera aparición bajo contrato fue el 23 de abril de 2007, que fue también cuando la verdadera identidad de su personaje fue revelada. En 2009, Jerry tuvo un papel mínimo y finalmente fue descartado de la serie. Aun así, Sebastian volvió a la serie recurrentemente entre julio y agosto de 2009. Volvió de nuevo a su papel en diciembre de 2010.
Roché también fue Wulfgar en Beowulf, una adaptación cinematográfica del poema épico homónimo. Recientemente ha sido visto en The Mentalist como Shirali Arlov y como John Quinn en el telefilm 24: Redemption y la serie 24 de la cadena FOX. También ha aparecido en Happy Tears con Demi Moore y Parker Posey y en The Adventures of Tintin dirigida por Steven Spielberg.
Tvguide.com ha confirmado su aparición recurrente en la serie de televisión Fringe, donde interpreta a Newton, el líder de un ejército de metamorfos de un universo paralelo. Su personaje aparece en varios episodios de las temporadas 2 y 3. Newton murió en el episodio “Do Shapeshifters Dream of Electric Sheep?”.
Roché se encuentra dirigiendo su primer documental de larga duración titulado Gun Preacher, sobre la vida de Sam Childers, un sacerdote que abrió un orfanato para huérfanos e hijos de soldados Sudán del sur, devastada por la guerra.
Entre 2010 y 2011, Roché participó en la serie Supernatural interpretando al ángel Balthazar y en Criminal Minds durante tres episodios como Clyde Easter.
En 2011 hizo su aparición en The Vampire Diaries, y entre 2013 y 2014 en The Originals como Mikael Mikaelson.

## Filmografía

### Películas
| Año  | Título                                                 | Personaje                    | Notas                         |
| ---- | ------------------------------------------------------ | ---------------------------- | ----------------------------- |
| 1986 | The Murders in the Rue Morgue                          | Henri                        | No acreditado                 |
| 1988 | Adieu je t'aime                                        | Thierry                      |                               |
| 1988 | La queue de la comète                                  | Joachim, el hermano de Alice |                               |
| 1989 | La révolution française                                | El marqués de Dreux-Brézé    | Segment "Années Lumière, Les" |
| 1990 | La vengeance d'une femme                               | El dealer                    |                               |
| 1991 | L'huissier                                             | El ángel Gabriel             |                               |
| 1992 | Cin cin                                                |                              | No acreditado                 |
| 1992 | The Last of the Mohicans                               | Martin                       |                               |
| 1993 | Household Saints                                       | Jesus                        |                               |
| 1994 | Normandy: The Great Crusade                            | Alastair Bannerman           | Voz                           |
| 1995 | Loungers                                               | James                        |                               |
| 1997 | The Peacemaker                                         | Hans, mochilero alemán       |                               |
| 1998 | Into My Heart                                          | Chris                        |                               |
| 1998 | Naked City: Justice with a Bullet                      | Marco                        |                               |
| 1999 | The Hunley                                             | Collins                      |                               |
| 1999 | Bonne Nuit                                             | Vlad                         |                               |
| 2000 | The Crossing                                           | Coronel John Glover          |                               |
| 2000 | Baby                                                   | Rebel Clark                  |                               |
| 2001 | Haven                                                  | Johan Ritter                 |                               |
| 2001 | 15 Minutes                                             | Ludwig el peluquero          |                               |
| 2002 | Never Get Outta the Boat                               | Soren                        |                               |
| 2005 | Sorry, Haters                                          | Mick Sutcliffe               | No acreditado                 |
| 2005 | Seagull                                                | Sebastian                    |                               |
| 2006 | The Namesake                                           | Pierre                       |                               |
| 2006 | We Fight to Be Free                                    | George Washington            |                               |
| 2007 | What We Do Is Secret                                   | Claude 'Kickboy Face' Bessey |                               |
| 2007 | New York City Serenade                                 | Noam Broder                  |                               |
| 2007 | Beowulf                                                | Wulfgar                      |                               |
| 2008 | 24                                                     | Quinn                        |                               |
| 2009 | Happy Tears                                            | Laurent                      |                               |
| 2011 | The Adventures of Tintin                               | Pedro / 1st Mate             | Voz                           |
| 2012 | Safe House                                             | Robert Heissler              | No acreditado                 |
| 2012 | Beverly Hills Chihuahua 3: Viva La Fiesta!             | Chef Didier                  | Vídeo                         |
| 2012 | Pegasus Vs. Chimera                                    | Belleros                     |                               |
| 2013 | Wer                                                    | Klaus Pistor                 |                               |
| 2014 | In Lieu of Flowers: The Final Days of Michael Hastings | Lucas                        | Cortometraje                  |
| 2014 | A Walk Among the Tombstones                            | Yuri Landau                  |                               |
| 2014 | Phantom Halo                                           | Warren Emerson               |                               |
| 2015 | Molly's Method                                         | James George                 | Cortometraje                  |
| 2015 | Black Knight Decoded                                   | Director del centro de mando | Cortometraje vídeo            |
| 2017 | Negative                                               | Rodney                       |                               |

### Series de televisión
| Año         | Título                                         | Personaje                                                           | Notas                                                                     |
| ----------- | ---------------------------------------------- | ------------------------------------------------------------------- | ------------------------------------------------------------------------- |
| 1987        | Bonjour maître                                 | Jerry                                                               | Miniserie                                                                 |
| 1989        | La grande cabriole                             | William                                                             | Miniserie                                                                 |
| 1989 - 1991 | The Hitchhiker                                 | Glenn Birch                                                         | Episodios: "Phantom Zone" (1989) & "Offspring" (1991)                     |
| 1990        | Counterstrike                                  | Desconocido                                                         | Episodio: "Escape Route"                                                  |
| 1991        | Scene of the Crime                             | Desconocido                                                         | Episodio: "For I Have Sinned"                                             |
| 1992        | Runaway Bay                                    | Desconocido                                                         | Episodio: "All That Glitters"                                             |
| 1992        | Le Lyonnais                                    | Desconocido                                                         | Episodio: "L'argent flambé"                                               |
| 1993        | South Beach                                    | Boronsky                                                            | Episodio: "Diamond in the Rough"                                          |
| 1993        | Law & Order                                    | Clarence Carmichael/ 'C Square'                                     | Episodio: "Discord"                                                       |
| 1996        | Swift Justice                                  | Tony Jacks                                                          | Episodio: "Sex, Death and Rock 'n' Roll"                                  |
| 1996        | New York Undercover                            | Domenick Rallo                                                      | Episodio: "Smack Is Back"                                                 |
| 1997        | Roar                                           | Longinus                                                            | 11 Episodios                                                              |
| 1997        | Feds                                           | Domenick Rallo                                                      | Episodio: "Somebody's Lyin"                                               |
| 1997        | Liberty! The American Revolution               | Marie-Joseph-Paul-Yves-Roch-Gilbert du Motier- Marqués de Lafayette | Miniserie. Episodio: "The World Turned Upside Down: 1778-1783"            |
| 1997        | Dellaventura                                   | Van Kelk                                                            | Episodio: "In Deadly Fashion"                                             |
| 1998        | Merlín                                         | Gawain                                                              | Miniserie                                                                 |
| 1998        | Sex and the City                               | Jerry                                                               | Episodio: "The Turtle and the Hare"                                       |
| 1999        | Law & Order                                    | Ken Taylor                                                          | Episodio: "Patsy"                                                         |
| 2001        | Big Apple                                      | Vlad                                                                | 4 Episodios                                                               |
| 2002        | Benjamin Franklin                              | Vizconde                                                            | Miniserie documental                                                      |
| 2002 - 2003 | Odyssey 5                                      | Kurt Mendel                                                         | 19 Episodios                                                              |
| 2004        | Touching Evil                                  | Stephan Laney                                                       | Episodio: "Slash 30"                                                      |
| 2004        | Earthsea                                       | Tygath                                                              | Miniserie                                                                 |
| 2005        | CSI: Crime Scene Investigation                 | Josh Frost/Moriarty                                                 | Episodio: "Who Shot Sherlock"                                             |
| 2005        | Charmed                                        | El hechicero                                                        | Episodio: "Carpe Demon"                                                   |
| 2005        | Nova                                           | Louis Blériot                                                       | Episodio: "A Daring Flight" (Serie documental)                            |
| 2005        | Alias                                          | Willem Karg                                                         | Episodio: "Echoes"                                                        |
| 2006        | The Unit                                       | Coronel Leclerq                                                     | Episodio: "The Wall"                                                      |
| 2007        | American Masters                               | John James Audubon                                                  | Episodio: "John James Audubon: Drawn from Nature" (Serie documental)- Voz |
| 2007 - 2015 | General Hospital                               | Jerry Jacks/James Craig/Jerry Jax                                   | 319 Episodios                                                             |
| 2009        | The Mentalist                                  | Shirali Arlov                                                       | Episodio: "Paint It Red"                                                  |
| 2009        | 24                                             | John Quinn                                                          | 2 episodios                                                               |
| 2009        | The Beautiful Life                             | Nikolai                                                             | Episodio: "The Beautiful Lie"                                             |
| 2009 - 2010 | Fringe                                         | Thomas Jerome Newton                                                | 8 Episodios                                                               |
| 2010        | Vamped Out                                     | Ardalion                                                            | 2 Episodios                                                               |
| 2010 - 2011 | Supernatural                                   | Balthazar                                                           | 6 Episodios                                                               |
| 2011        | The Vampire Diaries                            | Mikael Mikaelson                                                    | 5 Episodios                                                               |
| 2011 - 2012 | Criminal Minds                                 | Clyde Easter                                                        | 5 Episodios                                                               |
| 2012        | Unforgettable                                  | Victor Cushman                                                      | Episodio: "Heartbreak"                                                    |
| 2012        | Grimm                                          | Edgar Waltz                                                         | Episodio: "Cat and Mouse"                                                 |
| 2013        | Burn Notice                                    | Roger Steele                                                        | Episodio: "Things Unseen"                                                 |
| 2013 - 2015 | The Originals                                  | Mikael Mikaelson                                                    | 14 Episodios                                                              |
| 2014        | Scandal                                        | Dominic Bell                                                        | Episodios: "Flesh and Blood" & "The Fluffer"                              |
| 2015        | Once Upon a Time                               | King Stefan                                                         | Episodio: "Enter the Dragon"                                              |
| 2015        | The Mystery of Matter: Search for the Elements | Pierre Curie                                                        | Episodio: "Unruly Elements" (Miniserie documental)                        |
| 2015        | NCIS: Los Angeles                              | Lee Ashman                                                          | Episodio: "An Unlocked Mind"                                              |
| 2015 - 2016 | Royal Pains                                    | Guy Childs                                                          | 2 Episodios                                                               |
| 2016        | The Young Pope                                 | Cardenal Michel Marivaux                                            | 8 Episodios                                                               |
| 2016        | Bones                                          | Inspector Rousseau                                                  | Episodio: "The Jewel in the Crown"                                        |
| 2024        | La reina de las lágrimas                       | Doctor Braun                                                        | Aparición especial                                                        |

### Videojuegos
| Año  | Título            | Rol               |
| ---- | ----------------- | ----------------- |
| 2007 | Beowulf: The Game | Wulfgar           |
| 2010 | MAG               | Raven Executive   |
| 2016 | Mafia III         | Voces adicionales |